# Bisztraterebes
Bisztraterebes (Chiribiș), település Romániában, a Partiumban, Bihar megyében.

## Fekvése
A Berettyó völgyében, Margittától délre, a Bisztra-patak bal partján fekvő település.

## Története
Bisztraterebes, Terebes Árpád-kori település. Nevét már 1219ben említette oklevél v. Terebus néven.
1312-ben p. Terebes, 1334-ben Therebes, 1450-ben, 1454-ben és 1475-ben Therebes, 1692-ben Terebezs, 1808-ban Terebes, 1808-ban Terebes h., Tiribis val., 1913-ban Bisztraterebes néven írták.
1312-ben  p. Terebes  a Gutkeled nemzetségbeli Drug unokáinak és a váradi káptalannak voltak itt birtokai.  
1485-ben (Csokmóval együtt) mint Biharból Közép-Szolnok vármegyébe
áthelyezett falvak voltak említve. 
Borovszky szerint e falu azonosnak látszik a Terebed nevü községgel, mely 1373-ban mint Domoszlay Miklós hevesi főispán birtoka szerepelt. 
1416-ban a Zoárdfiak, 1450-ben a Dengelegiek és 1488-ban a Zólyomyak birtokai közé tartozott, később pedig a Fráter család volt a földesura, mely itt kastélyt is építtetett. 
1851-ben Fényes Elek írta a településről:
Bihar vármegyében, 10 református, 200 óhitű lakossal, anyatemplommal. Szántó földjei meglehetős termékenyek ... Birják a Fráter és Baranyi családok.

## Nevezetességek
- Görög keleti temploma - 1800 táján épült.